# Cộng hòa Krym
Cộng hòa Krym (chuyển tự từ tên bản xứ, đọc là Cộng hòa Crưm; tiếng Nga: Республика Крым, chuyển tự: Respublika Krym; tiếng Tatar Krym: Къырым Джумхуриети, Qırım Cumhuriyeti; tiếng Ukraina: Республіка Крим, chuyển tự: Respublika Krym) là một bộ phận của Ukraine trước năm 2014. Nước cộng hòa này nằm trên bán đảo Krym, được phần lớn các quốc gia trên thế giới công nhận là lãnh thổ của Ukraina song hiện do Nga quản lý. Cộng hòa Krym và thành phố liên bang Sevastopol là hai thực thể cấu thành Vùng liên bang Krym.
Ukraina cũng như hầu hết các quốc gia thành viên Liên Hợp Quốc hiện không công nhận hành động sáp nhập Krym của Nga từ sau sự kiện Trưng cầu dân ý Krym 2014 và tiếp tục xem Krym là một nước cộng hòa tự trị thuộc Ukraina. Đại hội đồng Liên Hợp Quốc còn ra Nghị quyết 68/262 không mang tính ràng buộc để lên án hành động này của Nga. Tuy nhiên Nga bác bỏ nghị quyết trên và Bán đảo Krym trở thành một phần của Liên bang Nga trước sự bất lực của Ukraina.

## Hành chính
Cơ quan lập pháp Cộng hòa Krym là nghị viện 100 ghế và đã được đổi tên từ Hội đồng Tối cao Krym thành Hội đồng Nhà nước Krym (tiếng Nga: Государственный Совет Республики Крым).
Cơ quan hành pháp là Hội đồng Bộ trưởng Krym, đứng đầu là Thủ tướng Krym. Quyền lực và hoạt động của các cơ quan này do Hiến pháp Krym và các luật khác của Krym quy định, cũng như bởi các quyết định thường kì của Hội đồng Nhà nước Krym.
Cơ quan tư pháp là tòa án, thuộc hệ thống tư pháp Nga.
Ở Krym có một tổ chức phi chính thức gọi là Mejlis của người Tatar Krym. Tổ chức này đại diện do cộng đồng người Tatar Krym và thể hiện sự bất bình đối với Hội đồng Nhà nước, Thủ tướng và các tổ chức quốc tế.

### Phân chia hành chính
Cộng hòa Krym giữ nguyên cách phân chia hành chính như của Cộng hòa Tự trị Krym, tức là cả nước cộng hòa vẫn được chia thành 25 vùng: 14 huyện và 11 "đô thị tự trị thành phố" ("lãnh thổ do hội đồng thành phố quản hạt").
| Huyện 1. Bakhchisaray 2. Bilohirsk 3. Dzhankoy 4. Kirovske 5. Krasnohvardiyske 6. Krasnoperekopsk 7. Lenine 8. Nizhnyohirskyi 9. Pervomayske 10. Rozdolne 11. Saky 12. Simferopol 13. Sovetskyi 14. Chornomorske | LTDHĐTPQH 15. Alushta 16. Armyansk 17. Dzhankoy 18. Yevpatoria 19. Kerch 20. Krasnoperekopsk 21. Saky 22. Simferopol 23. Sudak 24. Feodosia 25. Yalta |

Nga lập thêm Vùng liên bang Krym (tiếng Nga: Кры́мский федера́льный о́круг) là một trong chín vùng liên bang của Nga. Vùng được thành lập vào ngày 21 tháng 3 năm 2014 và bao gồm Cộng hòa Krym và thành phố liên bang Sevastopol

## Tình trạng quốc tế

Kết quả cuộc bỏ phiếu về sự toàn vẹn lãnh thổ của Ukraina tại Đại hội đồng Liên Hợp Quốc vào tháng 3 năm 2014.
Ủng hộ
Phản đối
Phiếu trắng
Vắng mặt

Tình trạng pháp lý của nước Cộng hòa Krym vẫn nằm trong vòng tranh cãi giữa Nga và các quốc gia khác. Năm 1994, Nga cùng Mỹ và Anh đã ký kết bản ghi nhớ Bupapest tôn trọng biên giới hiện tại của Ukraine và cam kết không sử dụng vũ lực chống lại Ukraine Tuy nhiên, năm 2014 Nga đã  công nhận sự độc lập của Krym và Sevastopol, cũng như công nhận sự gia nhập Liên bang Nga của chúng. Đa số các quốc gia trên thế giới không công nhận các hành động này. Nga cho rằng kết quả của cuộc trưng cầu dân ý diễn ra tại Krym là bằng cớ cho sự sáp nhập, song trên trường quốc tế hành động của Nga đã bị lên án là một sự vi phạm chủ quyền của Ukraina. Bản thân Ukraina vẫn xem Krym và Sevastopol là các đơn vị hành chính của nước mình chiểu theo luật pháp Ukraina.
Ngày 21 tháng 3 năm 2014, Armenia công nhận cuộc trưng cầu dân ý Krym, dẫn tới chuyện Ukraina triệu hồi đại sứ của mình tại Armenia về nước. Trước đó vào ngày 17 tháng 3, Cộng hòa Nagorno-Karabakh cũng công nhận cuộc trưng cầu dân ý trên. Ngày 22 tháng 3 năm 2014, Tổng thống Afghanistan Hamid Karzai cho một phái đoàn Hoa Kỳ biết rằng ông công nhận và ủng hộ cuộc trưng cầu dân ý Krym, và ông "tôn trọng ý chí độc lập của nhân dân Krym và Sevastopol nhằm quyết định tương lai của chính họ." Ngày 23 tháng 3 năm 2014, Belarus công nhận Krym là một bộ phận trên thực tế của Nga. Ngày 27 tháng 3 năm 2014, Nicaragua công nhận không điều kiện việc sáp nhận Krym vào Liên bang Nga.
Ngày 27 tháng 3 năm 2014, Đại hội đồng Liên Hợp Quốc tiến hành bỏ phiếu đối với Nghị quyết 68/262 không mang tính ràng buộc có nội dung tuyên bố rằng cuộc trưng cầu dân ý Krym là vô hiệu và tái khẳng định sự toàn vẹn lãnh thổ của Ukraina. Kết quả có 100 phiếu thuận, 11 phiếu chống, 58 phiếu trắng và 24 thành viên vắng mặt. Armenia, Belarus, Bolivia, Cuba, Cộng hòa Dân chủ Nhân dân Triều Tiên, Nicaragua, Sudan, Syria, Venezuela và Zimbabwe là những thành viên bỏ phiếu chống lại nghị quyết này. Kênh truyền hình RT viện lý do rằng các nước phương Tây đã dùng phương cách "hăm dọa chính trị và đe dọa kinh tế" để ép buộc nhà ngoại giao các nước phải bỏ phiếu thuận, trong khi đó hãng thông tấn Reuters lại viện lý do rằng phái đoàn Nga đã de dọa sẽ trừng phạt một số quốc gia Đông Âu và Trung Á nếu họ ủng hộ nghị quyết.
Ngày 6 tháng 4 năm 2014, Tổng thống Cộng hòa Séc Miloš Zeman trả lời phỏng vấn một đài phát thanh Séc rằng các cường quốc phương Tây và cụ thể là Liên minh châu Âu nên chấp nhận sự thật rằng Krym giờ đã là một phần của Nga. Ông cho rằng Krym sẽ không quay lại với Ukraina trong tương lai có thể dự đoán trước.
Trước khi cuộc bỏ phiếu, các nước đứng về phía Ukraine đã mong muốn có được tỷ lệ áp đảo phản đối cuộc trưng cầu dân ý của Crimea nhằm thể hiện sự cô lập của quốc tế đối với nước Nga trong cuộc khủng hoảng này. Mong muốn này của các quốc gia ủng hộ Ukraine đã không thể trở thành hiện thực khi nhiều nước thành viên đảo ngược cam kết trước đó, do sự vận động hành lang quyết liệt của Nga.
"Nhiều thành viên Liên hiệp quốc tránh bỏ phiếu về những cuộc tranh chấp nhạy cảm không liên quan tới họ tại Đại hội đồng", ông Richard Gowan, một chuyên gia từ Trung tâm Hợp tác quốc tế thuộc Đại học New York, đánh giá. "Chẳng hạn, các nước châu Phi đặc biệt tránh bỏ phiếu thuận hoặc chống các nghị quyết về nhân quyền ở Iran hay Triều Tiên".
Tuy nhiên, nghị quyết của Đại hội đồng Liên hiệp quốc về Crimea có thể được sử dụng như một bằng chứng để chống lại Nga, trong quá trình tìm kiếm sự công nhận quốc tế đối với việc Crimea trở thành lãnh thổ của nước này.
Theo một nhà ngoại giao của Liên hiệp quốc, Đại sứ Nga tại Liên hiệp quốc Vitaly Churkin đã ra sức vận động các thành viên tổ chức này để có được con số nhiều nhất có thể các thành viên bỏ phiếu trắng hoặc vắng mặt trong cuộc bỏ phiếu ngày 27/3. Khi gặp đại diện các nước châu Phi và Trung Á, ông Churkin đã nhắc lại việc Nga đã từng thể hiện sự ủng hộ đối với họ như thế nào. Một số nước thông cảm với Ukraine quyết định bỏ phiếu trắng vì không muốn "dính" vào cuộc xung đột. Một số khác lo sẽ phá hỏng quan hệ kinh tế với Nga.
Về phần mình, 28 nước thành viên EU và Mỹ cũng mở một chiến dịch ngoại giao nhằm chống lại những nỗ lực vận động hành lang của Nga. Đại sứ Nhật tại Liên hiệp quốc Motohide Yoshikawa nói: "Đây không chỉ là một vấn đề của riêng Ukraine hay châu Âu. Bất kỳ nỗ lực nào nhằm thay đổi hiện trạng bằng vũ lực đều là thách thức nghiêm trọng đối với toàn bộ cộng đồng quốc tế".
Ngoại trưởng Ukraine Andriy Deshchytsya cho rằng nước này tìm đến Đại hội đồng Liên hiệp quốc để gửi đi "một thông điệp quan trọng rằng, cộng đồng quốc tế sẽ không cho phép những gì xảy ra ở Crimea trở thành một tiền lệ cho những thách thức sau này đối với khuôn khổ luật pháp quốc tế".
Cuối năm 2014, EU, Mỹ và Canada đã ban hành nhiều quy định cấm mới liên quan tới việc Nga nhập Krym vào nước mình, hầu như cấm mọi hoạt động kinh tế chung với vùng này. Các công ty Âu Châu và cả các công ty Âu Châu đặt cơ sở ở Krym không được phép mua bất cứ loại tài sản nào, và không được cho các công ty địa phương mượn tiền hay cung cấp các dịch vụ tài chính. Họ cũng bị cấm bán, cung cấp hay xuất cảng hàng hóa và kỹ thuật về lưu thông, thông tin, nhiên liệu, dầu hỏa và tìm kiếm khí đốt. Các cơ sở du lịch ở EU bị cấm không được tổ chức các cuộc du lịch đến bán đảo này, và các tàu du lịch EU không được phép vào các cảng ở đó. Tổng thống Hoa Kỳ Obama cũng đưa ra những biện pháp trừng phạt tương tự.

### Bóng đá
Hiệp hội Bóng Đá châu Âu (UEFA) đã ra quyết định, các hội của bán đảo này không được phép tham dự vào các giải mà hiệp hội bóng đá Nga (RFS) tổ chức, tổng thư ký của UEFA Gianni Infantino sau cuộc họp của ủy ban điều hành ở Nyon đã cho biết. Quyết định này có giá trị từ đầu năm 2015.
Không có sự đồng ý của UEFA và hiệp hội bóng đá Ukraina (FFU), RFS cũng không được tổ chức các cuộc thi ở Krym. Nếu hiệp hội bóng đá Nga vi phạm quyết định này, họ sẽ phải chịu một biện pháp kỷ luật, Infantino nói.